# Bogdan Bieluczyk
Bogdan Bieluczyk (ur. 20 września 1933 w Białymstoku, zm. 24 listopada 2008) – polski szachista, mistrz międzynarodowy od roku 1998.

## Życiorys
Był najbardziej utytułowanym polskim niepełnosprawnym szachistą. Posiadał m.in. tytuł mistrza świata (Hrabyně 2000) oraz Europy (Wisła 2001). W latach 1998 i 1999 dwukrotnie zdobył złote medale na olimpiadach IPCA. Był również srebrnym medalistą mistrzostw świata (Hrabyně 2002) i Europy (Wisła 2005). Oprócz tego w latach 2002–2006 trzykrotnie wystąpił w drużynie IPCA na szachowych olimpiadach, zdobywając 5 pkt w 15 partiach.
Osiągał również sukcesy w grze korespondencyjnej, za które otrzymał tytuł senior master. Na liście rankingowej ICCF (Międzynarodowa Federacja Szachowej Gry Korespondencyjnej) w październiku 2006 roku posiadał 2507 punktów.
Reprezentował białostockie kluby; Ognisko, Jagiellonię oraz Start. Brat Tadeusza Bieluczyka, który był również szachistą, a także prezydentem IPCA. Zmarł 24 listopada 2008 roku. Został pochowany na Cmentarzu Miejskim w Białymstoku przy ul. Wysockiego 63.